# SDP509
SDP509, abreviatura de Suc de Pinya, és un grup  de música pop-urbana en català.
El grup està format per 8 membres, un d'ells actuant com a productor i beatmaker. Són Josep Forcada (productor i beatmaker), Pau Crusellas, Pol Jorba, Joan Altimira, Dídac Sánchez, Lluís Nocete, Joan Bañeza i Sergi Padilla (guitarra). L'estil musical es basa en el trap i el reggaeton, combinant també altres estils com electrònica o pop.
Els seus inicis es remunten al 2020 quan van llançar el seu primer single "509", fruit del confinament. Al 2022 van començar a aparèixer a ràdios com iCat, presentant el seu primer EP "CUBATA AMB PINYA", que es va poder dur a terme gràcies a la beca d'enregistrament de maquetes de Cases de la Música.
L'estiu de 2023, SDP va llançar un nou EP anomenat "Estiuet 23". Un àlbum estiuenc i festiu que van rematar amb un concert exitós a la festa major d'Artés, el seu poble, omplint el pavelló municipal i sent l'espectacle amb més persones de tota la festa.

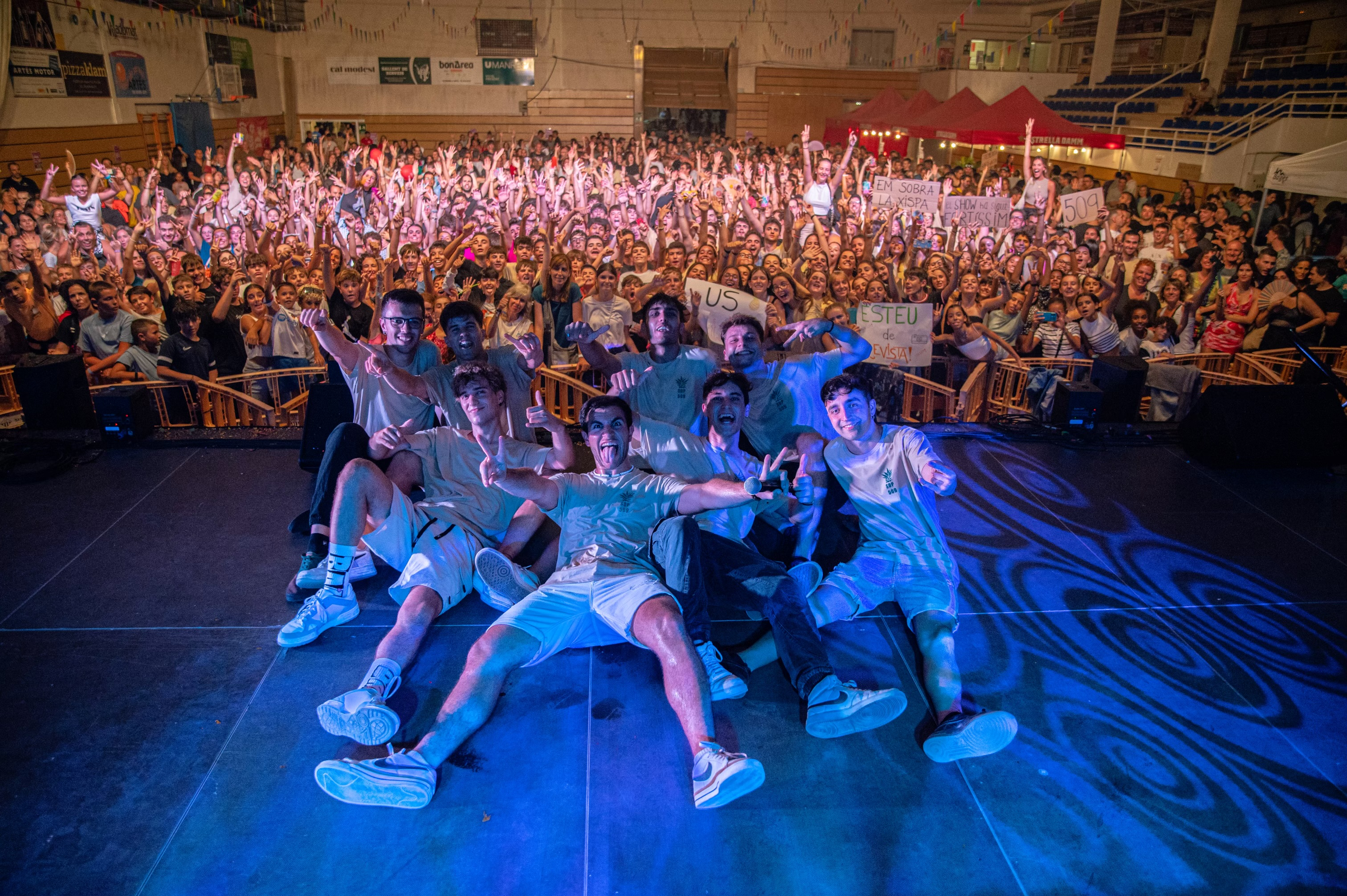
Concert a la festa major d'Artés 2023

A principis de 2024, SDP509 va anunciar la seva incorporació a la discogràfica U98 Music, iniciant d'aquesta manera una nova etapa dins de la indústria musical catalana. Al mateix any, i després d'anunciar el seu primer àlbum, el grup va tornar a l'escenari de la festa major del seu poble per realitzar un "show" que va ser tot un èxit. Aquest cop, però, comptaven amb un trompetista (Joan Candàliga) i un guitarrista (Sergi Padilla), els quals van participar també a la gravació del disc.
El primer àlbum d'SDP509, Mode Avió, va sortir el 17 de setembre de 2024, i compta amb 12 cançons originals d'estils molt diferents.

## Discografia[9]

### Àlbums
| • Mode Avió (2024) |
| --- |
| (U98 Music) 1. Tornar a Començar 2. Els de Sempre 3. Què Preferiries? 4. Com una Peli 5. Nen Petit 6. Per l'Habana 7. Em Vol Etiquetar 8. Mentidera 9. Malifetes 10. Mode Avió 11. Sense Pressa 12. Una Altra Ronda |

### EP
- CUBATA AMB PINYA (2022)
- Estiuet 23 (2023)

### Senzills
- 509 (2020)
- FCK LO TÍPIC (2020)
- RES MILLOR (2021)
- TEMPESTA (2021)
- Nits de Got i Gel (2021)
- Estil amb Poc Armari (2021)
- Nen d'Indústria (2021)
- NITS DE GOT I GEL - REMIX (2022)
- JUTGOL - ft. Jan Raïch (2023)
- Tota la Nit (2023)
- Gelat de Crema Catalana (2023)
- Platgeta + Tu (2023)
- Hangueig de Revista (2023)
- Artium (2023)
- Tornar a Començar (2024)
- Com una Peli (2024)
- Sense Pressa (2024)
- Malifetes (2024)
- Una Altra Ronda (2024)
- Els de Sempre (2024)